# Gapan
Gapan (officiellt City of Gapan) är en stad i Filippinerna som är belägen i provinsen Nueva Ecija i regionen Centrala Luzon. Den har 89 199 invånare (folkräkning 1 maj 2000).
Staden är indelad i 23 smådistrikt, barangayer, varav 17 är klassificerade som landsbygdsdistrikt och 6 som tätortsdistrikt.